# One More Time (Band)
One More Time ist eine schwedische Popgruppe. Bandmitglieder sind Peter Grönvall, Nanne Grönvall (geb. Nordqvist) und Maria Rådsten; Thérèse Löf verließ die Gruppe bereits wieder nach kurzer Zeit. Peter Grönvall ist der Sohn von Abba-Mitglied, Komponist und Keyboarder Benny Andersson und ist seit 1994 mit Nanne Grönvall verheiratet. 
1992 eroberte ihre erste Single Highland die Top Ten von mehr als zehn europäischen Ländern, in Belgien wurde die Gruppe zur „Band des Jahres“ gewählt; das Album „Highland“ erreichte Goldstatus in Südafrika. 1996 vertraten One More Time ihr Land Schweden beim Eurovision Song Contest in Oslo mit der Ethnoballade Den vilda und belegten den dritten Platz. Insgesamt veröffentlichten One More Time während ihrer aktiven Zeit zwischen 1992 und 1997 vier Alben und elf Singles. Bis heute hat sich die Band nicht offiziell getrennt, weitere Veröffentlichungen sind nicht ganz ausgeschlossen. 

## Bandgeschichte
Peter Grönvall und Nanne Nordqvist arbeiteten bereits seit 1981 zusammen, als Grönvall als Keyboarder zu Nordqvists damaliger Rock-Band MTV stieß. 1984 gründeten die beiden zusammen mit Angelique Widengren die Gruppe „Sound of Music“ und nahmen zweimal (1986 mit Eldorado und 1987 mit Alexandra) beim Melodifestivalen, der schwedischen Vorentscheidung zum Eurovision Song Contest teil. Die Gruppe trennte sich 1988. 1989 gründeten sie die Band „Peter’s Pop Squad“ zu deren Mitgliedern auch Maria Rådsten gehörte. Nach der Trennung der Gruppe 1991 gründeten die Drei die Gruppe „One More Time“. Mit Therese Löf war das Quartett schließlich komplett. 
Die erste Single Highland wurde ein großer Erfolg, die Single lag in den Top 10 vieler europäischer Länder. Kurz nach Veröffentlichung des Albums Highland verließ Therese Löf die Gruppe. Die restlichen Mitglieder beschlossen, zu dritt weiterzumachen und setzten ihre Promotionstournee durch Europa fort. Die Bilanz konnte sich sehen lassen: Goldstatus in Südafrika, „Band des Jahres“ in Belgien. One More Time waren außerdem die erste „westliche Band“, die in Tschechien nach dessen Gründung auftrat. 
1994 erschien das zweite Album One More Time, konnte aber nicht an den Erfolg seines Vorgängeralbums anknüpfen. 1995 beschlossen die Drei, neue Wege zu gehen, nahmen als Songwriter am Melodifestivalen teil. Die Ballade Det vackraste („Das Schönste“), gesungen von Cecilia Vennersten belegte den zweiten Platz und wurde ein großer nationaler Erfolg: Er stürmte Platz 1 der schwedischen Charts, bekam Platin-Status in Schweden und Norwegen und wurde zum Song des Jahres gekürt. Auf den Geschmack gekommen, nahmen One More Time im darauf folgenden Jahr mit der Ethnoballade Den vilda („Die Wilde“) selbst teil – und gewannen die Vorentscheidungen. 
Beim Eurovision Song Contest 1996, der in Oslo stattfand, belegten One More Time nach Irland (Eimear Quinn – The Voice) und Norwegen (Elisabeth Andreassen – I evighet) den dritten Platz. Das bald darauf erschienene Album Den vilda war das erste Album der Gruppe in schwedischer Sprache. 1997 erschien eine englische Version des Albums, der Titelsong Living in a Dream ist die englische Version von Cecilia Vennerstens Hit Det vackraste. Living in A Dream ist das bis heute letzte Album von One More Time; die Gruppe hat sich bisher nicht offiziell getrennt. 
1998 schrieb Peter Grönvall den Soundtrack zur Verfilmung von Astrid Lindgrens „Kalle Blomqvist“. Nanne Grönvall begann eine erfolgreiche Solokarriere und ist heute eine der beliebtesten Sängerinnen Schwedens. Maria Rådsten zog sich eine Weile aus dem Showgeschäft zurück, konnte aber 2003 mit ihrer Debüt-Single Head over Heels ebenfalls einen Soloerfolg verbuchen. Gelegentlich sind die beiden auch weiterhin gemeinsam aufgetreten, bei Nordqvists Auftritt beim Musikfestivalen 2003 mit Evig kärlek („Ewige Liebe“) war Rådsten Teil des Backgroundchores.

## Diskografie

### Alben
| Jahr | Titel     | Höchstplatzierung, Gesamtwochen, AuszeichnungChartsChartplatzierungen (Jahr, Titel, Platzierungen, Wochen, Auszeichnungen, Anmerkungen) | Anmerkungen |
| Jahr | Titel     | SE | Anmerkungen |
| ---- | --------- | --- | ----------- |
| 1992 | Highland  | SE19 (6 Wo.)SE |             |
| 1996 | Den vilda | SE29 (7 Wo.)SE |             |

Weitere Alben
- 1994: One More Time
- 1997: Living in a Dream (englische Version des Albums Den vilda)

### Singles
| Jahr | Titel Album                | Höchstplatzierung, Gesamtwochen, AuszeichnungChartplatzierungen (Jahr, Titel, Album, Platzierungen, Wochen, Auszeichnungen, Anmerkungen) | Höchstplatzierung, Gesamtwochen, AuszeichnungChartplatzierungen (Jahr, Titel, Album, Platzierungen, Wochen, Auszeichnungen, Anmerkungen) | Anmerkungen |
| Jahr | Titel Album                | DE | SE | Anmerkungen |
| ---- | -------------------------- | --- | --- | ----------- |
| 1992 | Highland                   | DE39 (10 Wo.)DE | SE2 (8 Wo.)SE |             |
| 1994 | Song of Fête One More Time | — | SE36 (2 Wo.)SE |             |
| 1996 | Den vilda                  | — | SE7 (19 Wo.)SE |             |

Weitere Singles
- 1993: Calming Rain
- 1993: Turn out the Light
- 1993: No One Else like You
- 1994: Get Out
- 1994: The Dolphin
- 1996: Kvarnen
- 1996: The Wilderness Mistress (englische Version von Den vilda)
- 1996: Living in a Dream (englische Version von Det vackraste)